# Úhřetická Lhota
Obec Úhřetická Lhota se nachází v okrese Pardubice, kraj Pardubický. Žije zde 334 obyvatel.

## Poloha
Úhřetická Lhota leží na jihozápad od okresního města Pardubice, vzdáleného 12 km, na hranici pardubického a chrudimského okresu. Obec je rozložena na mírné stráni na pravém břehu řeky Novohradky, která pod obcí ústí do řeky Chrudimky. Na severovýchod leží v rovině osada Háje, která má šest popisných čísel a náleží k obci. Podél náhonu Zmínka leží lužní les s výskytem vzácných rostlin.

## Historie
První písemná zmínka o obci pochází z roku 1340. V letech 1869–1880 existovala pod názvem Ouřetická Lhota, v letech 1890–1910 pod názvem Úřetická Lhota, vždy v okrese Pardubice. K roku 1950 spadala do okresu Pardubice-okolí, po roce 1961 ale opět v okrese Pardubice.
Po roce 1989 byla v obci provedena plynofikace a zapojeny telefonní přípojky. Roku 2007 byla obnovena činnost TJ Sokol Úhřetická Lhota.

## Vybavení obce
S obcí je pravidelné autobusové spojení, do obce jezdí autobusová linka v trase Pardubice,,Hlavní nádraží – Chrast,,nám. a zpět. Většina obyvatel za prací dojíždí, děti většinou navštěvují základní školu v Dašicích. Občanům a některým chalupářům slouží prodejna potravin, obecní úřad a obec je také členem Sokolu. Je zde postaven kulturní dům a několik nových rodinných domků.
Příslušnost obce k úřadům: stavební, matriční, finanční, katastrální, pozemkový, celní – Pardubice, Okresní soud v Pardubicích, vojenská správa – Pardubice.